# Amico Bignami
Pour les articles homonymes, voir Bignami.
Amico Bignami est un  médecin italien, né le 15 avril 1862 à Bologne et mort le 8 septembre 1929 à Rome.

## Biographie
Amico Bignami obtient son titre de docteur à Rome en 1882. En 1883, il devient professeur extraordinaire de pathologie et en 1906, professeur à temps plein, à l’université royale de Rome. En 1917, il devient professeur de médecine, fonction qu’il occupe jusqu’en 1921.
Il s’intéresse particulièrement aux pathologies touchant le cerveau mais ce sont ses recherches sur le paludisme qui le rendent célèbre. Il émet l’hypothèse, en 1896, que le moustique peut être le véhicule de la maladie. Pour démontrer cette idée, il capture des moustiques des régions à haute incidence de paludisme et les fait piquer des personnes indemnes. Mais, comme Ronald Ross (1857-1932), Bignami échoue à apporter la preuve escomptée. Ce n’est que l’année suivante que Ross apportera la démonstration mais chez des oiseaux.
En 1898, Bignami, Giovanni Battista Grassi (1854-1925) et Giuseppe Bastianelli (1862-1959) réussissent pour la première fois à transmettre expérimentalement le paludisme grâce à des moustiques. Bignami n’hésite pas à se faire piquer lui-même et à contracter la maladie. Les trois scientifiques présentent le 28 novembre 1898 le résultat de leurs observations devant l’Accademia dei Lincei.
En 1919, Bignami est sollicité pour effectuer un examen clinique des stigmates du Padre Pio. Le rapport qu'il remet le 26 juillet indique que le sang présumé sur les bandes couvrant ses mains est en fait de la teinture d'iode. Cette conclusion est reçue par Monseigneur Pasquale Gagliardi, archevêque de Manfredonia, qui la fait suivre le 3 juillet 1922 au Pape Pie XI. Ces déclarations entraînent un décret officiel de désaveu de Padre Pio par le Saint Office le 31 mai 1923, qui n'a pas été révoqué, malgré la canonisation du 16 juin 2002.

## Publications
Parmi ses publications :
- Ricerche sull’anatomia patologica delle perniciose (1890),
- Sulle febbre malariche estivo-automnali (1892),
- La malaria e le zanzare (1899),
- La infezione malarica (1902), avec Grassi,
- Ciclo evolutivo della semilune nell' Anopheles claviger (1899).